# Wąsówka
Wąsówka, sóweczka wąsata (Xenoglaux loweryi) – gatunek małego ptaka z rodziny puszczykowatych (Strigidae). Endemit Peru, narażony na wyginięcie.

## Charakterystyka
Wąsówka jest w większości brązowa z białawym spodem ciała i obrączką oczną. Duże oczy mają barwę pomarańczowobrązową. Mimo że nie ma „uszu” z piór, pióra z przodu głowy tej małej sowy odstają na boki głowy, wyglądając jak pióropusz. Nazwa monotypowego rodzaju Xenoglaux oznacza dziwną sowę i odnosi się do długich piór na głowie. Z długością ciała 13–14 cm i masą ciała ok. 47,5 g, to jedna z najmniejszych sów na świecie. Jedynie cięższa od niej sóweczka meksykańska (Glaucidium sanchezi) i lżejsza kaktusówka (Micrathene whitneyi) mają podobną długość ciała. Skrzydło holotypu mierzy 105,2 mm, ogon 50,3 mm, skok 17,7 mm, a dziób 9,6 mm. Prawdopodobnie żywi się owadami.

## Występowanie
Wąsówka to gatunek endemiczny dla niewielkiego obszaru w peruwiańskich Andach położonego w regionach San Martín i Amazonas. Zasięg występowania ograniczony do lasów mglistych z bujnym podszytem i epifitami, na wysokości 1900–2600 m n.p.m. (prawdopodobnie także niżej – do 1800 m n.p.m.).

## Obserwacje
Mało wiadomo o tym gatunku. Trzy razy został złapany w sieci, jakich używa się do łapania nietoperzy i ptaków celem zbadania ich. Przed rokiem 2007 nie zaobserwowano wąsówki w naturalnych warunkach. W 2007 roku na terenie rezerwatu Abra Patricia-Alto Nieva została trzykrotnie zaobserwowana w ciągu dnia, a w nocy nagrano jej odgłosy. Późniejsze nagrania i obserwacje miały miejsce w pobliżu wsi La Esperanza (około 15 km na zachód od Abra Patricia), gdzie została po raz pierwszy odnotowana w styczniu 2010 roku. Niedługo później odkryto dwa kolejne stanowiska – w pobliżu miejscowości Corosha oraz niedaleko miasta Yambrasbamba.

## Status i ochrona
Wąsówka ma niską liczebność oraz ograniczony zasięg występowania, ale duża część jej środowiska nie została naruszona przez człowieka, dlatego od 2020 roku jest klasyfikowana przez IUCN jako gatunek narażony (VU – Vulnerable); wcześniej, od 2000 roku uznawano ją za gatunek zagrożony (EN – Endangered), a od 1988 roku za gatunek bliski zagrożenia (NT – Near Threatened). Populacja szacowana jest na 250–999 dorosłych osobników. Rezerwat Abra Patricia-Alto Nieva jest ważny dla tego gatunku, podobnie jak i innych endemicznych dla tego rejonu ptaków, jak cienkodziobek złotobrzuchy (Poecilotriccus luluae), lordzik królewski (Heliangelus regalis) i drobik brunatny (Grallaricula ochraceifrons).